# Автономное газоснабжение
Автономное газоснабжение — альтернативная система газоснабжения, при которой газ для домовладений или предприятий поступает не из магистрального газопровода, а из независимого хранилища.
Простейший пример — газовая плита, газ к которой поступает из газового баллона через редуктор. Более сложный вариант — газгольдер, специальный резервуар для хранения СУГ (сжиженного углеводородного газа) и система трубопроводов для его подачи.

## Составные части
- подземный или надземный резервуар для хранения газа (газгольдер). Принципиальное конструктивное отличие резервуаров для СУГ и СПГ в том, что резервуар для СУГ сохраняет высокое давление, а резервуар для СПГ низкую температуру.
- трубопровод для подачи жидкой фазы из резервуара к испарителю.
- испаритель, предназначенный для преобразования жидкой фазы в газовую. При потреблении паровой фазы в объеме, обеспечиваемом естественным испарением газа внутри резервуара, испаритель не используется, а паровая (газовая) фаза отбирается непосредственно из верхней части резервуара.
- редуктор-регулятор для понижения и поддержания постоянного давления газа до значения, необходимого потребителю.
- газопровод низкого давления, по которому газ в виде пара поступает к потребителям.

## Используемое топливо
В системах автономного газоснабжения используется не природный газ метан в газообразном состоянии, а сжиженные газы: сжиженный углеводородный газ (СУГ), сжиженный природный газ (СПГ). Для автономной газификации СУГ используется сжиженная пропан-бутановая газовая смесь. Для автономной газификации СПГ используется сжиженный метан. Пропан-бутановая смесь может находиться в жидком состоянии при температурах от −40°С до + 40°С под давлением до 1,6 МПа, метан остается жидким практически при атмосферном давлении при температуре ниже −160°С.

## Способы транспортировки и заправки
Существуют 2 стандартные схемы:
- Сжиженный газ доставляется к резервуарам баз и потребителей специальным транспортом — газовозами, а также специализированными железнодорожными вагонами и заливается через сливные устройства.
- Газотранспортные организации и потребители заправляют баллоны на газонаполнительных станциях.